# ديابل نوار
ديابلس نوارس هو نادي كرة قدم كونغولي من العاصمة برازافيل. تأسس الفريق في عام 1950 تحت اسم «اتحاد البعثة الرياضية». فاز الفريق بلقب الدوري المحلي في عام 2009.